# Янсаевский заказник
Янсаевский зоологический охотничий заказник — государственный заказник площадью 200 тысяч гектаров в Свердловской области, занимает северо-восточную часть (в левобережье Туры) Алапаевского района.
Заказник создан 11 августа 1967 года для сохранения и повышения численности охотничьих животных. К природному комплексу заказника относятся лось, белка, заяц-беляк, колонок, куница, горностай, рысь, барсук, медведь, кабан, лисица красная и др.